# Johann Michael Wächter
Johann Michael Wächter (2 de març de 1794 - 26 de maig de 1853) va ser un baríton baix austríac famós per haver aparegut a les òperes de Richard Wagner.
Nascut a Rappersdorf a Àustria, Wächter va cantar en diversos cors de l'església de Viena, fent el seu debut teatral el 1819 a Graz com a Don Giovanni a Don Giovanni de Mozart. També va aparèixer a Bratislava, Viena i Berlín. El 1827 es va unir a la Dresden Hofoper, on va romandre la resta de la seva carrera. Aquí els seus papers inclouen Les noces de Fígaro de Mozart, i va cantar en tres estrenes de Wagner, interpretant Orsini a Rienzi el 1842, el paper principal a Der fliegende Holländer el 1843 i Biterolf a Tannhäuser el 1845.

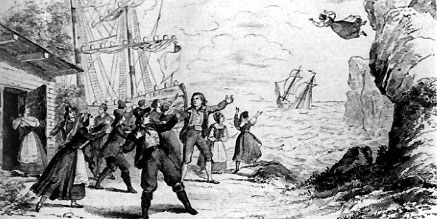
L'última escena de L'holandès errant de Wagner (1843)

Hector Berlioz, que va escoltar L'holandès errant a Dresden, va considerar el baríton Wächter "...un dels millors que he sentit mai, i el fa servir com un cantant consumat. És d'aquell timbre ric i vibrant que té un poder d'expressió tan meravellós, sempre que l'artista canti amb ànima i sentiment, cosa que Wächter fa en gran manera”.

Wächter, un vell amic de Wagner, no era igual al paper exigent de l'holandès. Wagner va escriure més tard:
"La seva completa incapacitat en el difícil paper del meu mariner espectral i patidor va fer-se evident per a Schröder-Devrient, desafortunadament, només després que els assajos estiguessin massa avançats com per fer cap canvi. La corpulència preocupant de Wächter, especialment el seu rostre ampli i rodó i la forma curiosa com movia els braços i les cames com a troncs arrugats, van fer que la meva Senta caigués en la desesperació.
La seva dona, la mezzosoprano Thérèse Wächter-Wittman (31 d'agost de 1802 a Viena - 3 d'octubre de 1879 a Dresden), també va cantar a Dresden, creant el paper de Mary a L'holandès errant. Wächter va morir a Dresden el 1853.